# Municipio de Hart (Minnesota)
El municipio de Hart (en inglés: Hart Township) es un municipio ubicado en el condado de Winona en el estado estadounidense de Minnesota. En el año 2010 tenía una población de 357 habitantes y una densidad poblacional de 3,88 personas por km².

## Geografía
El municipio de Hart se encuentra ubicado en las coordenadas 43°53′25″N 91°46′47″O / 43.89028, -91.77972. Según la Oficina del Censo de los Estados Unidos, el municipio tiene una superficie total de 92.13 km², de la cual 92,13 km² corresponden a tierra firme y (0 %) 0 km² es agua.

## Demografía
Según el censo de 2010, había 357 personas residiendo en el municipio de Hart. La densidad de población era de 3,88 hab./km². De los 357 habitantes, el municipio de Hart estaba compuesto por el 98,04 % blancos, el 0,28 % eran asiáticos, el 1,4 % eran de otras razas y el 0,28 % eran de una mezcla de razas. Del total de la población el 1,4 % eran hispanos o latinos de cualquier raza.